# Sindou
Sindou is een stad in Burkina Faso en is de hoofdplaats van de provincie Léraba.
Sindou telt ongeveer 3400 inwoners.
Sindou is bekend vanwege de nabijgelegen bezienswaardige rotsformatie Pics de Sindou (Pieken van Sindou).